# Asperula woloszczakii
Asperula woloszczakii (лат.) — вид двудольных растений рода Ясменник (Asperula) семейства Мареновые (Rubiaceae). Впервые описан ботаником Богданом Корицей в 1975 году.
Видовой эпитет дан в честь польского ботаника Остапа Волощака.

## Распространение и среда обитания
Эндемик Хорватии, известный с островов Крк (восточная и юго-восточная часть), Свети-Гргур, Првич и Голи-Оток в Кварнерском заливе.
Произрастает на скалистых участках.

## Ботаническое описание
Гемикриптофит.
Растение от зеленоватого до желтовато-зелёного оттенка, с тонким, реже жёстким стеблем.
Стеблевые листья черешковые, заострёные.
Цветки с резким запахом. Венчик цветка с короткой трубкой, розово-белый, реже беловатый или желтоватый.
Созревшие плоды ржаво-коричневого цвета, бугорчатые.
Число хромосом — 2n=40, диплоид.

## Природоохранная ситуация
Является строго охраняемым растением, сбор которого в Хорватии запрещён.

## Синонимы
Синонимичные названия:
- Asperula woloszczakii var. brevifolia Korica
- Asperula woloszczakii var. elongata Korica